# 鲁德尼·丹泽菲尔德

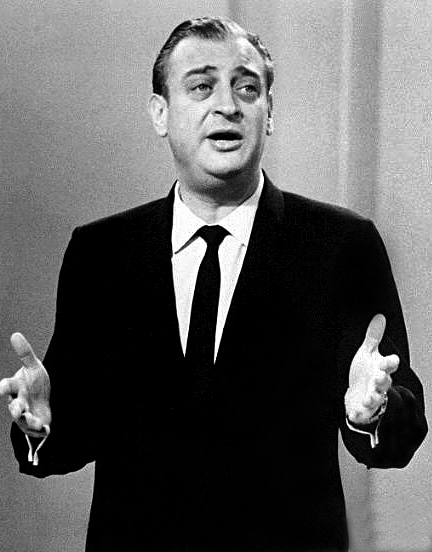
鲁德尼·丹泽菲尔德

鲁德尼·丹泽菲尔德（1921年11月22日－2004年10月5日）是一位美国脱口秀喜剧演员、编剧和制片人。他曾在瘋狂高爾夫中饰演一位高尔夫球手。他還在天生杀人狂中扮演了一位有虐待倾向的父亲。
他曾获得格莱美獎。2002年，他在好莱坞星光大道上留下了一颗星。2004年，他因心脏瓣膜手术并发症去世。 